# 神谷哲史
神谷 哲史（かみや さとし、1981年6月6日 - ）は日本の折り紙作家。愛知県名古屋市出身。3歳から独学で折り紙を始め、独自の創作は小学2年生から始める。「季刊をる」1994年冬号掲載時は、当時中学1年生にしてとても高度な作品を折り上げており、「ものを作り上げていくのが好きなんです。」と語っている。現在では日本を代表する折り紙作家の一人である。
非常に長い手順、複雑な技巧を凝らした昆虫や動物、架空の生物などの作品を得意とし、その作風は超複雑系（スーパーコンプレックス）と言われる。特に龍をモチーフとした一連の作品は代表作であり、ザ・ベストハウス123では｢龍神｣がベスト1に輝いている。ほか、出典は特に明記されてはいないが、テレビゲーム「ファイナルファンタジーシリーズ」に登場する召喚獣などに材を取ったと思われる作品も多い。テレビ東京系「テレビチャンピオン」の「折紙王選手権」では、第三回の優勝以降、現在5連覇中である。
「龍神3.5」は約3年半の日数をかけて制作され、その精巧さから100万円の値段がつけられた。
なお、テレビチャンピオンで優勝した際、その番組の中で彼自身が作り上げた「エンシェントドラゴン」が江戸川競艇場に展示されている。

## 主な作品

### 「神谷哲史作品集」収録
- カルノタウルス 1995年
- トビエイ 1996年
- 白鳥離水 1996年
- 天馬 1996年
- ヘラクレスオオカブト 1996年
- ディバインドラゴン（バハムート） 1997年　※「高雅な折り紙」にも収録
- 麒麟 1998年
- ティラノサウルス 1998年
- 猪神 1999年（乙事主）
- バロサウルス 1999年
- ユニコーン 2000年
- 黄色い鳥（チョコボ）2001年
- シロナガスクジラ 2001年
- スミロドン 2001年
- コエロフィシス 2002年
- シャチ 2002年
- ウィザード 2002年
- エンシェントドラゴン 2002年 ※別仕上げバージョンが「ORIGAMI DRAGONS PREMIUM」にも収録
- マンモス 2003年

### 「神谷哲史作品集2」収録
- 紅葉 2004年
- ゴールデンレトリーバー 2004年
- アジアゾウ 2006年
- タヌキ 2009年
- ライオン 2007年
- 小鳥 2006年
- コトドリ 2005年
- サザエ 2005年
- ヤドカリ 2005年
- アマガエル 2009年
- セミの幼虫 2005年
- メタリフェルホソアカクワガタ 2005年
- スレイプニル 2003年
- ケルベロス 2005年
- ミノタウルス 2008年
- フェニックス 2002年

### 「神谷哲史折り紙作品集3」収録
- ペンギンの雛 2016年
- ニワトリ 2011年
- マンタ 2018年
- エンゼルフィッシュ（ベールテール） 2006年
- アカウミガメ 2002年
- ユーリプテルス 2003年
- デイノニクス 2002年
- スピノサウルス 2010年
- ウマ 2008年
- トラ 2011年
- ショウリョウバッタ 2009年
- チョウ 2016年
- トンボ 2002年
- カマキリ 2003年
- 零式艦上戦闘機 2012年

### その他
- 神竜 1997年
- 天使降臨 2000年
- スティラコサウルス 2000年「第23期日本折紙学会特別配布資料」、「新世代 至高のおりがみ」に収録
- CANNONちゃん 2001年
- サボテンダー 2001年
- ホネガイ(ver2.0) 2001年 「折紙探偵団マガジン168号」「Origami Aquarium 水生生物の折り紙」に収録
- UVWXYZ Stars 2001年
- スズメバチ (ver2.6) 2002年 「折紙探偵団マガジン76号」に展開図収録
- ダイアモンド 2002年 「高雅な折り紙」に収録
- 歪んだ立方体 2002年
- カブトムシ (ver2.0) 2002年 「第14回折紙探偵団コンベンション折り図集 Vol.14」、「神谷流創作折り紙に挑戦!」に収録
- コガシラクワガタ 2003年
- タコ 2003年 「Origami Aquarium 水生生物の折り紙」に収録
- トナカイ (ver2.2) 2003年
- クシヒゲカミキリ 2005年
- 龍神 (ver3.5) 2005年 「神谷流創作折り紙に挑戦!」に展開図収録
- ツル 2006年 「神谷流創作折り紙に挑戦!」に収録
- アヌビアス・ナナ 2007年
- R・ドロシー (ver2.0) 2008年
- ミクソプテルス 2008年
- キリン 2009年 「折紙探偵団マガジン133号」に収録
- アメリカンコッカースパニエル 「神谷流創作折り紙に挑戦!」に収録
- 八咫烏 2010年 「折紙探偵団マガジン157号」に収録、「超絶の折り紙」に収録
- リーフィーシードラゴン (ver2.0) 2010年
- ウシ 2011年 「折紙探偵団マガジン141号」に収録、「超絶の折り紙」に収録
- ヘビ 2011年
- カメ 2013年 「第25回折紙探偵団コンベンション折り図集 Vol.25」に収録
- イヌ（日本犬） 2013年 「折紙探偵団マガジン144号」に収録
- ジャッカロープ (ver2.0) 2014年 「折紙探偵団マガジン149号」に収録
- ガルーダ 2014年 「折紙探偵団マガジン149号」に展開図収録
- ヒツジ 2015年 「第21回折紙探偵団コンベンション折り図集 Vol.21」に収録
- メジロ  (ver1.1) 2015年 「折紙探偵団マガジン153号」に収録
- ミヤマクワガタ (ver2.0) 2015年 「第22回折紙探偵団コンベンション折り図集 Vol.22」に収録、「超絶の折り紙」に収録
- イセエビ 2015年
- シオマネキ 「第23回折紙探偵団コンベンション折り図集 Vol.21」に収録
- ペガサス 「端正な折り紙」に収録　※「神谷哲史作品集」収録作とは別作品
- アカヒレ 2016年「第26回折紙探偵団コンベンション折り図集 Vol.26」に収録
- ケントロサウルス (ver1.5) 2016年
- アリ (ver2.0) 「折紙探偵団マガジン163号」に収録、「超絶の折り紙」に収録
- 世界を喰らいし者（アルドゥイン） 2016年
- 天馬 (B3.0)  2016年
- トビ「第24回折紙探偵団コンベンション折り図集 Vol.24」、「新世代 究極のおりがみ」に収録
- ゴジラ2016 簡易バージョンが「秀麗な折り紙」に収録
- 烏天狗 「秀麗な折り紙」に収録　※複合作品
- シロサイ 2018年 「折紙探偵団マガジン175号」に収録、「超絶の折り紙」に収録
- 有翼の麒麟　2018年 「第29期日本折紙学会特別配布資料」に収録、「超絶の折り紙」に収録
- アカマンボウ 2018年
- シカ 「Origami USA 2019 ORIGAMI COLLECTION」に収録
- カモシカ 2019年 「折紙探偵団マガジン181号」に収録、「超絶の折り紙」に収録
- パラケラテリウム 2019年
- オオミズアオ 2021年
- ホホジロザメ 2021年 「Origami Aquarium 水生生物の折り紙」に収録
- ケープペンギン 2022年

## 著書
- 神谷哲史作品集（ギャラリーおりがみはうす、2005年）
- 神谷流創作折り紙に挑戦!創作アイデアの玉手箱（ソシム、2010年） ISBN 978-4-88337-710-7
- 神谷哲史作品集2（ギャラリーおりがみはうす、2012年）
- 神谷哲史折り紙作品集3（ギャラリーおりがみはうす、2019年）